# Communauté de communes du Sullias
Die Communauté de communes du Sullias ist ein ehemaliger französischer Gemeindeverband mit der Rechtsform einer Communauté de communes im Département Loiret in der Region Centre-Val de Loire. Sie wurde am 26. November 2012 gegründet und umfasste elf Gemeinden. Der Verwaltungssitz befand sich im Ort Sully-sur-Loire.

## Historische Entwicklung
Mit Wirkung vom 1. Januar 2017 fusionierte der Gemeindeverband mit der Communauté de communes Val d’Or et Forêt und bildete so die Nachfolgeorganisation Communauté de communes du Val de Sully.

## Ehemalige Mitgliedsgemeinden
1. Cerdon
2. Guilly
3. Isdes
4. Lion-en-Sullias
5. Neuvy-en-Sullias
6. Saint-Aignan-le-Jaillard
7. Saint-Florent
8. Saint-Père-sur-Loire
9. Sully-sur-Loire
10. Viglain
11. Villemurlin